# Progetto Blue Book
Il Project Blue Book (letteralmente in italiano, "Progetto Libro Blu") fu l'ultimo di una serie di studi sistematici condotti dall'aeronautica militare statunitense (USAF), tra il 1947 e il 1969, sugli avvistamenti di oggetti volanti non identificati (UFO) nel territorio statunitense e in buona parte delle Americhe e dell'Europa.
Lo scopo delle indagini era quello di determinare se gli UFO costituissero una minaccia per la sicurezza nazionale degli Stati Uniti e, in subordine, di classificare e analizzare scientificamente tutti i dati raccolti dall'aeronautica statunitense sul fenomeno. Avviato nel 1951, il progetto Blue Book venne formalmente concluso il 17 dicembre 1969 dopo aver indagato 12 618 casi di avvistamento, 701 dei quali (circa il 5 %) rimasero classificati come "non identificati".
La decisione di interrompere il progetto maturò in seguito alla pubblicazione del rapporto conclusivo (intitolato "Scientific Study of Unidentified Flying Objects", ma più noto come Rapporto Condon) di uno studio sugli UFO condotto tra il 1966 e il 1968 dall'Università del Colorado sotto la direzione del fisico nucleare statunitense Edward Condon. Il rapporto Condon aveva concluso che 21 anni di studi sugli UFO non avevano prodotto nulla di rilevante dal punto di vista scientifico.
Le conclusioni dell'USAF al termine del Progetto Blue Book furono che gli UFO non costituivano una minaccia per la sicurezza degli Stati Uniti e che gli avvistamenti classificati come "non identificati" non mostravano né alcuna evidenza di sviluppo tecnologico e principi sconosciuti alla scienza moderna, né prova di essere veicoli extraterrestri.

## Il progetto
L'USAF aveva seguito il fenomeno degli avvistamenti UFO a partire dal 1947, attraverso i successivi Project Sign, Project Grudge, Project Twinkle e Project Blue Book. I dati classificati dal Blue Book sarebbero stati deposti in un rapporto denominato Grudge/Blue Book.
Uno dei consulenti scientifici più noti del progetto fu l'astrofisico ed ufologo statunitense Josef Allen Hynek, ritenuto in seguito uno dei maggiori esponenti dell'approccio scientifico ai fenomeni UFO e autore, tra l'altro, della celebre classificazione tipologica degli incontri ravvicinati (classificazione Hynek).
Alla guida del progetto si sono alternati diversi ufficiali dell'USAF. Dal marzo 1952 al settembre 1953 fu diretto dal capitano Edward J. Ruppelt, dal 1954 al 1955 dal capitano Charles Hardin, dal 1956 al 1958 dal capitano George Gregory, dal 1959 al luglio 1963 dal maggiore Robert Friend e dall'agosto 1963 dal maggiore Hector Quintanilla. Le attività del Blue Book furono chiuse formalmente il 30 gennaio 1970.

### Risultati
I risultati finali del Progetto Blue Book sono stati:
- Nessuno degli UFO riportati, analizzati e valutati da parte dell'aeronautica militare è stato mai una minaccia alla sicurezza nazionale.
- Non è stata presentata all'aeronautica militare, o scoperta dalla Air Force alcuna prova che avvistamenti classificati come "non identificati" rappresentassero sviluppi tecnologici o principi al di là della gamma delle moderne conoscenze scientifiche.
- Non è stato dimostrato che avvistamenti classificati come "non identificati" fossero veicoli extraterrestri.

Una parte degli archivi del Blue Book è stata resa pubblica e consultabile liberamente su internet.

## Il rapporto Condon
I dati del progetto confluirono nel cosiddetto rapporto Condon dell'University of Colorado diretta dal fisico Edward Condon e furono presentate nel dicembre 1968 all'Accademia Nazionale delle Scienze.
Il rapporto Condon, intitolato Scientific Study of UFOs (Studio scientifico degli UFO), è assai voluminoso, ma è noto soprattutto per la sua parte iniziale, in cui lo stesso Condon conclude che gli avvistamenti di UFO furono il risultato di:
- Una lieve forma di isteria di massa.
- Individui che fabbricano tali relazioni per perpetrare un falso o cercare pubblicità.
- Individui psicopatologici.
- Errori di identificazione di svariati oggetti convenzionali.

## Critiche

### Le critiche di Hynek sul progetto Blue Book
In Hynek, dopo aver parlato di un promettente inizio potenzialmente utile per la ricerca scientifica, crebbe il disincanto sul Blue Book durante la sua occupazione al progetto. Hynek lanciò accuse di indifferenza, incompetenza e ricerca scadente da parte del personale dell'Air Force. Hynek nota che, durante la sua esistenza, i critici hanno soprannominato il Blue Book  "The Society for the Explanation of the Uninvestigated" ("La Società per la Spiegazione del Non-Investigato").
In particolare in un lungo rapporto datato 7 ottobre 1968 scrisse, tra le altre cose:
- A. È possibile concludere che nessuno dei due compiti del Blue Book (secondo il regolamento AFR 80-17), ossia 1: determinare se gli UFO costituiscano una possibile minaccia per gli Stati Uniti e 2: utilizzare dati tecnici e scientifici ottenuti dallo studio dei rapporti UFO, sono stati eseguiti in modo adeguato.
- B. Lo staff del Blue Book risulta del tutto inadeguato sia per dimensioni sia per capacità scientifiche a portare a compimento i compiti assegnatigli dal regolamento AFR 80-17.

[...]
- G. La posizione e l'approccio di base del Blue Book sono illogiche ed antiscientifiche, nel senso che è stata adottata un'ipotesi di lavoro che però permea e determina i metodi d'indagine. Si potrebbe mettere il punto sotto forma di teorema:
  - Per ogni singolo caso UFO segnalato - se esso è preso in sé trascurandone le correlazioni con altri casi UFO verificatisi in questo ed in altri Paesi - sarà sempre possibile addurre una spiegazione naturale anche se del tutto improbabile qualora si operi soltanto nell'ipotesi che tutti i rapporti UFO, per la stessa natura delle cose, si devono soltanto a cause del tutto note ed accettate.[8]

## Filmografia
- Project Blue Book - serie TV (2019-2020)
- Project UFO - serie TV (1978-1979)